# VM i skak 1963
VM i skak 1963 var en match som stod mellem den regerende verdensmester i skak Mikhail Botvinnik fra Sovjetunionen og udfordreren hans landsmand Tigran Petrosian, som fandt sted i Moskva, Sovjetunionen 23. marts – 20. maj 1963. Matchen gjaldt 24 partier med sejr til titelholderen ved uafgjort 12 – 12. Petrosian vandt matchen 12½ – 9½, og blev dermed den niende verdensmester i skak.

## Baggrund
Verdensskakforbundet FIDE havde besluttet, at verdensmesteren ikke længere skulle have ret til en revanchematch efter den såkaldte "Botvinnik-regel", som havde sikret Mikhail Botvinnik returmatcher imod Vassilij Smyslov i 1958 og imod Mikhail Tal i 1961, hvor han begge gange havde genvundet verdensmesterskabet efter at have tabt det i den forudgående VM-match.
Mikhail Botvinnik havde med disse mellemrum siddet på verdensmesterskabet siden 1948 og var i 1961 den ældste spiller, der havde vundet en VM-match siden Wilhelm Steinitz som 55-årig besejrede Mikhail Tschigorin i 1892.
Der var spekulationer om, at Botvinnik ville trække sig tilbage som ubesejret verdensmester, og i givet fald skulle en kommende VM-match afholdes mellem nr. et og to i kandidatturneringen.

### Kontroversiel kandidatturnering
Kandidatturneringen i Curacao 1962 blev afholdt som en firedobbelt alle-mod-alle turnering med otte deltagere. De fem kom fra Sovjetunionen: Mikhail Tal og Paul Keres var seedet direkte ind i kandidatturneringen som hhv. detroniseret verdensmester og toer i den seneste kandidatturnering. De øvrige, Petrosian, Efim Geller og Viktor Kortsjnoj kvalificerede sig fra interzoneturneringen i Stockholm 1962, hvor Bobby Fischer, USA, vandt med 2½ points forspring. Derudover kvalificerede Miroslav Filip, Tjekkoslovakiet, sig direkte, mens Pal Benko, USA, måtte gennem en omkamp mellem tre spillere som blev vundet af Leonid Stein fra Sovjetunionen, men han måtte ikke deltage i kandidatturneringen pga. en regel om, at kun tre fra samme nation kunne kvalificere sig via interzoneturneringen.
Kandidatturneringen blev domineret af Petrosian, Keres og Geller som sluttede med et klart forspring til Fischer, som efterfølgende mente, at resultaterne var aftalt – og dikteret fra det sovjetiske skakforbund – således at de tre nævnte skulle spille indbyrdes remis og Kortsjnoj skulle tabe. Der var rent faktisk indgået en privat aftale mellem Petrosian, Geller og Keres om at spille indbyrdes remis for at spare på kræfterne – dette er bl.a. blevet bekræftet af Jurij Averbakh. De underlige resultater førte til at FIDE efterfølgende ændrede kandidatturneringen til en knockoutturnering med matcher.

#### Kandidatturneringens turneringstabel
| Kandidatturneringen Curacao 1962 | Kandidatturneringen Curacao 1962 | Kandidatturneringen Curacao 1962 | Kandidatturneringen Curacao 1962 | Kandidatturneringen Curacao 1962 | Kandidatturneringen Curacao 1962 | Kandidatturneringen Curacao 1962 | Kandidatturneringen Curacao 1962 | Kandidatturneringen Curacao 1962 | Kandidatturneringen Curacao 1962 | Kandidatturneringen Curacao 1962 |
| Nr.                              | Spiller                          | 1                                | 2                                | 3                                | 4                                | 5                                | 6                                | 7                                | 8                                | Points i alt                     |
| -------------------------------- | -------------------------------- | -------------------------------- | -------------------------------- | -------------------------------- | -------------------------------- | -------------------------------- | -------------------------------- | -------------------------------- | -------------------------------- | -------------------------------- |
| 1                                | Tigran Petrosian                 | - –                              | ½ ½ ½ ½                          | ½ ½ ½ ½                          | ½ 1 ½ ½                          | ½ ½ 1 1                          | ½ ½ 1 ½                          | 1 1 ½ –                          | ½ 1 1 ½                          | 17½                              |
| 2                                | Paul Keres                       | ½ ½ ½ ½                          | – -                              | ½ ½ ½ ½                          | 0 ½ 1 ½                          | ½ ½ 1 ½                          | 1 1 1 0                          | 1 ½ 1 –                          | ½ 1 1 ½                          | 17                               |
| 3                                | Efim Geller                      | ½ ½ ½ ½                          | ½ ½ ½ ½                          | – -                              | 1 1 ½ 0                          | ½ ½ 1 ½                          | ½ ½ ½ 1                          | ½ 1 1 –                          | ½ 1 1 ½                          | 17                               |
| 4                                | Bobby Fischer                    | ½ 0 ½ ½                          | 1 ½ 0 ½                          | 0 0 ½ 1                          | – -                              | 0 1 0 ½                          | 0 1 ½ 1                          | ½ 1 ½ –                          | 1 ½ 1 ½                          | 14                               |
| 5                                | Viktor Kortsjnoj                 | ½ ½ 0 0                          | ½ ½ 0 ½                          | ½ ½ 0 ½                          | 1 0 1 ½                          | – -                              | ½ ½ ½ 0                          | 1 0 ½ –                          | 1 1 1 1                          | 13½                              |
| 6                                | Pal Benko                        | ½ ½ 0 ½                          | 0 0 0 1                          | ½ ½ ½ 0                          | 1 0 ½ 0                          | ½ ½ ½ 1                          | – -                              | 1 0 ½ –                          | 0 1 1 ½                          | 12                               |
| 7                                | Mikhail Tal*                     | 0 0 ½ –                          | 0 ½ 0 –                          | ½ 0 0 –                          | ½ 0 ½ –                          | 0 1 ½ –                          | 0 1 ½ –                          | – -                              | 1 0 ½ –                          | 7                                |
| 8                                | Miroslav Filip                   | ½ 0 0 ½                          | ½ 0 0 ½                          | ½ 0 0 ½                          | 0 ½ 0 ½                          | 0 0 0 0                          | 1 0 0 ½                          | 0 1 ½ –                          | – -                              | 7                                |

*) Mikhail Tal trak sig før den sidste fjerdedel af turneringen pga. sygdom.

## Matchregler
Reglerne for matchen var de samme, man havde brugt i de forudgående VM-matcher: Bedst af 24 partier, mesteren beholder titlen ved uafgjort.

## Matchresultat
| VM matchen Botvinnik-Petrosian, 1963 | VM matchen Botvinnik-Petrosian, 1963 | VM matchen Botvinnik-Petrosian, 1963 | VM matchen Botvinnik-Petrosian, 1963 | VM matchen Botvinnik-Petrosian, 1963 | VM matchen Botvinnik-Petrosian, 1963 | VM matchen Botvinnik-Petrosian, 1963 |
| Parti                                | Dato (1963)                          | Hvid                                 | Sort                                 | Resultat                             | I alt Botvinnik                      | I alt Petrosian                      |
| ------------------------------------ | ------------------------------------ | ------------------------------------ | ------------------------------------ | ------------------------------------ | ------------------------------------ | ------------------------------------ |
| 1                                    | 23. marts                            | Petrosian                            | Botvinnik                            | 0 - 1                                | 1                                    | 0                                    |
| 2                                    | 25. marts                            | Botvinnik                            | Petrosian                            | ½ - ½                                | 1½                                   | ½                                    |
| 3                                    | 27. marts                            | Petrosian                            | Botvinnik                            | ½ - ½                                | 2                                    | 1                                    |
| 4                                    | 30. marts                            | Botvinnik                            | Petrosian                            | ½ – ½                                | 2½                                   | 1½                                   |
| 5                                    | 1. april                             | Petrosian                            | Botvinnik                            | 1 – 0                                | 2½                                   | 2½                                   |
| 6                                    | 3. april                             | Botvinnik                            | Petrosian                            | ½ - ½                                | 3                                    | 3                                    |
| 7                                    | 6. april                             | Petrosian                            | Botvinnik                            | 1 - 0                                | 3                                    | 4                                    |
| 8                                    | 8. april                             | Botvinnik                            | Petrosian                            | ½ - ½                                | 3½                                   | 4½                                   |
| 9                                    | 13. april                            | Petrosian                            | Botvinnik                            | ½ - ½                                | 4                                    | 5                                    |
| 10                                   | 15. april                            | Botvinnik                            | Petrosian                            | ½ - ½                                | 4½                                   | 5½                                   |
| 11                                   | 17. april                            | Petrosian                            | Botvinnik                            | ½ - ½                                | 5                                    | 6                                    |
| 12                                   | 20. april                            | Botvinnik                            | Petrosian                            | ½ - ½                                | 5½                                   | 6½                                   |
| 13                                   | 22. april                            | Petrosian                            | Botvinnik                            | ½ – ½                                | 6                                    | 7                                    |
| 14                                   | 24. april                            | Botvinnik                            | Petrosian                            | 1 - 0                                | 7                                    | 7                                    |
| 15                                   | 29. april                            | Petrosian                            | Botvinnik                            | 1 - 0                                | 7                                    | 8                                    |
| 16                                   | 1. maj                               | Botvinnik                            | Petrosian                            | ½ - ½                                | 7½                                   | 8½                                   |
| 17                                   | 6. maj                               | Petrosian                            | Botvinnik                            | ½ - ½                                | 8                                    | 9                                    |
| 18                                   | 8. maj                               | Botvinnik                            | Petrosian                            | 0 - 1                                | 8                                    | 10                                   |
| 19                                   | 11. maj                              | Petrosian                            | Botvinnik                            | 1 - 0                                | 8                                    | 11                                   |
| 20                                   | 15. maj                              | Botvinnik                            | Petrosian                            | ½ - ½                                | 8½                                   | 11½                                  |
| 21                                   | 18. maj                              | Petrosian                            | Botvinnik                            | ½ - ½                                | 9                                    | 12                                   |
| 22                                   | 20. maj                              | Botvinnik                            | Petrosian                            | ½ - ½                                | 9½                                   | 12½                                  |

## Matchens partier
Tekst mangler, hjælp os med at skrive teksten